# Голкіпер року в світі за версією IFFHS
Голкіпер року в світі — нагорода, яку з 1987-го присуджують провідному футбольному воротареві планети за результатами опитування Міжнародної федерації футбольної історії та статистики (IFFHS).

## Лауреати
| Рік  | Голкіпер           | Клуб              |
| ---- | ------------------ | ----------------- |
| 1987 | Жан-Марі Пфафф     | Баварія           |
| 1988 | Ринат Дасаєв       | Спартак Москва    |
| 1989 | Вальтер Дзенга     | Інтернаціонале    |
| 1990 | Вальтер Дзенга     | Інтернаціонале    |
| 1991 | Вальтер Дзенга     | Інтернаціонале    |
| 1992 | Петер Шмейхель     | Манчестер Юнайтед |
| 1993 | Петер Шмейхель     | Манчестер Юнайтед |
| 1994 | Мішель Прюдомм     | Мехелен           |
| 1995 | Хосе Луїс Чилаверт | Велес Сарсфілд    |
| 1996 | Андреас Кепке      | Марсель           |
| 1997 | Хосе Луїс Чилаверт | Велес Сарсфілд    |
| 1998 | Хосе Луїс Чилаверт | Велес Сарсфілд    |
| 1999 | Олівер Кан         | Баварія           |
| 2000 | Фаб'єн Бартез      | Манчестер Юнайтед |
| 2001 | Олівер Кан         | Баварія           |
| 2002 | Олівер Кан         | Баварія           |
| 2003 | Джанлуїджі Буффон  | Ювентус           |
| 2004 | Джанлуїджі Буффон  | Ювентус           |
| 2005 | Петр Чех           | Челсі             |
| 2006 | Джанлуїджі Буффон  | Ювентус           |
| 2007 | Джанлуїджі Буффон  | Ювентус           |
| 2008 | Ікер Касільяс      | Реал Мадрид       |
| 2009 | Ікер Касільяс      | Реал Мадрид       |
| 2010 | Ікер Касільяс      | Реал Мадрид       |
| 2011 | Ікер Касільяс      | Реал Мадрид       |
| 2012 | Ікер Касільяс      | Реал Мадрид       |
| 2013 | Мануель Ноєр       | Баварія           |
| 2014 | Мануель Ноєр       | Баварія           |
| 2015 | Джанлуїджі Буффон  | Ювентус           |